# Stereokemi
Stereokemi er en gren af kemien, som omhandler undersøgelser af det relativt rumlige arrangement af atomer i molekyler. Molekyler med samme atomer og bindinger imellem atomerne, kan have forskellig rumlig opbygning. Dette kaldes stereoisomeri. En vigtig del af stereokemi er undersøgelsen af chirale molekyler, altså molekyler der er spejlbilleder af hinanden.
Stereokemi er en vigtig facet af kemi, og undersøgelserne af stereokemiske problemer spænder over hele spektret af organisk, uorganisk, biologisk, fysisk og supramolekylær kemi.
Stereokemi omfatter metoder til at bestemme og beskrive disse rumlige arrangementer; effekten de har på molekylers fysiske og biologiske egenskaber, samt hvordan disse forhold påvirker reaktiviteten af molekyler (dynamisk stereokemi).
Louis Pasteur kan med rette betegnes som den første stereokemiker, da han i 1849 observerede, at salte af vinsyre indsamlet fra vinproduktionsvalser kunne rotere fladepolariseret lys, mens salte fra andre stoffer ikke kunne. Denne egenskab, den eneste fysiske egenskab, hvor de to typer af vinsyre-salte varierede, skyldes stereoisomeri. I 1874 forklarede Jacobus Henricus van 't Hoff og Joseph Le Bel optisk aktivitet i form af et tetrahedralsk arrangement af atomer bundet til kulstof.

## Typer af stereoisomeri
Der er flere typer af stereoisomeri.

### Cis-trans og E-Z isomeri
Cis-trans og E-Z isomeri er stereoisomeri omkring en dobbeltbinding. Denne isomeri opstår fordi der ikke er fri drejelighed omkring en dobbeltbinding, og de fire substituenter er derfor fastlåst.

### Enantiomerer
Enantiomerer er to stereoisomerer som er hinandens spejlbilleder. Hvert stereocenter i de to enantiomerer har modsat konfiguration. Bortset fra retningen de drejer polariseret lys, har enantiomerer ens fysiske egenskaber. De kan også interagere forskelligt med andre stoffer der også er enantiomerer. På grund af dette, kan et enantiomer-par ofte have vidt forskellig virkning i en biologisk organisme.

### Diasteromerer
Diastereomerer er stereoisomerer som ikke er hinandens spejlbilleder. Cis-trans isomerer er således en slags diastereomerer. Modsat enantiomerer, har diastereomerer forskellige fysiske egenskaber.
|                                             |             |
| D-Threose                                   | D-Erythrose |
| D-Threose og D-Erythrose er diastereomerer. |             |

### Konformationel isomeri
Konformationel isomeri er en form at stereoisomeri hvor isomererne opstår på grund af drejelighed om en enkeltbinding. Disse isomerer kaldes konformerer, eller mere specifikt rotamerer, når drejeligheden er begrænset på grund af energibarrierer. Konformere er forskellige fra andre stereoisomerer ved at, en konvertering imellem dem, ikke kræver et brud og gendannelse af en kovalent binding.

## Eksempel med thalidomid
En af de mest berygtede demonstrationer af betydningen af stereokemi var thalidomid-katastrofen. Thalidomid er et lægemiddel, der først blev udviklet i 1957 i Tyskland, ordineret til behandling af morgenkvalme hos gravide kvinder. Det blev dog senere opdaget, at thalidomid forårsagede deformationer hos fostrene. Det blev opdaget, at den ene enantiomer af lægemidlet er sikker, mens den anden har teratogen virkning, og forårsager alvorlige genetiske skader på det tidlige embryon. I den menneskelige krop gennemgår thalidomid racemisering: Selvom kun den éne af de to stereoisomerer er indtaget, vil den i kroppen omdannes til den anden enantiomer. Thalidomid anvendes i øjeblikket til behandling af spedalskhed, og skal anvendes med prævention til kvinder for at undgå deformationer ved en eventuel graviditet. Denne katastrofe var medvirkende til, at der nu kræves streng afprøvning af lægemidler før man gør dem tilgængelige for offentligheden.

## Beskrivelse af stereokemi
Cahn-Ingold-Prelog prioritetsregler er  et system til at beskrive et molekyles stereokemi. Det rangerer atomerne omkring et stereocenter på standardmåden, så den relative placering af disse atomer i molekylet kan beskrives éntydigt.
En Fischer-projektion er en forenklet måde at skildre stereokemien omkring et stereocenter.